# Avrilly, Orne

Avrilly este o comună în departamentul Orne, Franța. În 1 ianuarie 2022 avea o populație de 94 de locuitori.